# Marcos Ferreira Xavier
Marcos Ferreira Xavier, meglio conosciuto come Marcos (in azero: Markos Ferrera Xave; Rio de Janeiro, 18 febbraio 1982), è un ex calciatore brasiliano naturalizzato azero, di ruolo centrocampista.

## Carriera

### Club
Durante la sua carriera ha giocato con varie squadre di club, tra cui il Karvan, in cui si è trasferito nel 2005.

### Nazionale
Conta 2 presenze con la Nazionale azera.